# Epulones
De epulones of epulonen vormden een collegium van zeven mannen en was een (de laagste) van de vier belangrijkste priestercolleges te Rome (quattuor amplissima collegia), naast de pontifices, augures en Quindecemviri sacris faciundis.
Het collegium werd opgericht in 196 v.Chr. om te zorgen voor het Epulum Iovis ("feestmaal van Jupiter). Zij organiseerden feestmalen en openbare banketten bij festivals en spelen, plichten die oorspronkelijk de taak geweest waren van de pontifices en lid zijn van de epulones was dan ook een eer in de gestandaardiseerde opeenvolging van ambten, namelijk de cursus honorum. Zij waren oorspronkelijk met drie, later zeven, totdat Julius Caesar hun aantal opvoerde tot tien, maar na zijn dood werden het opnieuw zeven. Het lidmaatschap werd opengesteld voor plebejers in 300 v.Chr.

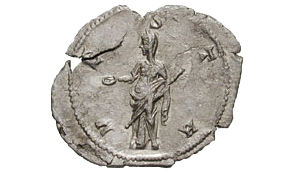
Godin (Vesta of Concordia), een patera, embleem van de Epulones, uitstekend.

De patera was de heilige kom die gebruikt werd door de septemviri epulonum. Het was een ondiepe kom met een verhoogd midden, zodat wanneer het in de palm vastgehouden werd, de duim, het plengoffer op het verhoogde midden niet ontheiligt als het in de focus gegoten werd. Het was het speciale embleem van de Epulones. De Pateen, die door Rooms-Katholiek priesters vandaag de dag nog gebruikt wordt, laat het verhoogde midden weg.

## Referentie
- W. Smith, art. Epulones, in W. Smith, Dictionary of Greek and Roman Antiquities, Londen, 1875, pp. 470‑471.